# Équipe de Russie de football au Championnat d'Europe 2004
L'équipe de Russie de football participe à son 8e championnat d'Europe lors de l'édition 2004 qui se tient au Portugal du 12 juin 2004 au 4 juillet 2004. Les Russes se classent derniers du groupe A et ils sont éliminés en phase de poule.

## Phase qualificative
La phase qualificative est composée de dix groupes. Les dix vainqueurs de poule sont directement qualifiés et les dix deuxièmes s'affrontent en barrages d'où ressortent cinq vainqueurs. Ces quinze équipes disputent l'Euro 2004 et ils accompagnent le Portugal, qualifié d'office en tant que pays organisateur. La Russie termine 2e du groupe 10 puis elle élimine le pays de Galles.
| Rang | Équipe               | Pts | J | G | N | P | Bp | Bc | Diff |  | Résultats (▼ dom., ► ext.) |     |     |     |     |     |
| ---- | -------------------- | --- | - | - | - | - | -- | -- | ---- |  | -------------------------- | --- | --- | --- | --- | --- |
| 1    | Suisse               | 15  | 8 | 4 | 3 | 1 | 15 | 11 | +4   |  | Suisse                     |     | 2-2 | 2-0 | 3-2 | 4-1 |
| 2    | Russie               | 14  | 8 | 4 | 2 | 2 | 19 | 12 | +7   |  | Russie                     | 4-1 |     | 4-2 | 4-1 | 3-1 |
| 3    | République d'Irlande | 11  | 8 | 3 | 2 | 3 | 10 | 11 | -1   |  | République d'Irlande       | 1-2 | 1-1 |     | 2-1 | 2-0 |
| 4    | Albanie              | 8   | 8 | 2 | 2 | 4 | 11 | 15 | -4   |  | Albanie                    | 1-1 | 3-1 | 0-0 |     | 3-1 |
| 5    | Géorgie              | 7   | 8 | 2 | 1 | 5 | 8  | 14 | -6   |  | Géorgie                    | 0-0 | 1-0 | 1-2 | 3-0 |     |

| Équipe 1 | Résultat | Équipe 2       | Aller | Retour |
| -------- | -------- | -------------- | ----- | ------ |
| Russie   | 1 - 0    | Pays de Galles | 0 - 0 | 1 - 0  |

## Phase finale

### Phase de groupe
| Groupe A |          |     |   |   |   |   |    |    |      |
|          | Équipe   | Pts | J | G | N | P | Bp | Bc | Diff |
| 1        | Portugal | 6   | 3 | 2 | 0 | 1 | 4  | 2  | +2   |
| 2        | Grèce    | 4   | 3 | 1 | 1 | 1 | 4  | 4  | 0    |
| 3        | Espagne  | 4   | 3 | 1 | 1 | 1 | 2  | 2  | 0    |
| 4        | Russie   | 3   | 3 | 1 | 0 | 2 | 2  | 4  | -2   |

| 12 juin | Portugal | 1 | 2 | Grèce    |
| 12 juin | Espagne  | 1 | 0 | Russie   |
| 16 juin | Grèce    | 1 | 1 | Espagne  |
| 16 juin | Russie   | 0 | 2 | Portugal |
| 20 juin | Espagne  | 0 | 1 | Portugal |
| 20 juin | Russie   | 2 | 1 | Grèce    |

| 12 juin 2004                      | Espagne     | 1 – 0 | Russie | Estádio Algarve, Faro-Loulé                |                                            |
| 19:45 · Historique des rencontres | Valerón 60e |       |        | Spectateurs : 28 182 Arbitrage : Urs Meier | Spectateurs : 28 182 Arbitrage : Urs Meier |
| 19:45 · Historique des rencontres | (Report)    |       |        | Spectateurs : 28 182 Arbitrage : Urs Meier | Spectateurs : 28 182 Arbitrage : Urs Meier |

| 16 juin 2004                      | Russie   | 0 – 2 | Portugal                   | Estádio da Luz, Lisbonne                     |                                              |
| 19:45 · Historique des rencontres |          |       | Maniche 7e · Rui Costa 89e | Spectateurs : 59 273 Arbitrage : Terje Hauge | Spectateurs : 59 273 Arbitrage : Terje Hauge |
| 19:45 · Historique des rencontres | (Report) |       |                            | Spectateurs : 59 273 Arbitrage : Terje Hauge | Spectateurs : 59 273 Arbitrage : Terje Hauge |

| 20 juin 2004                      | Russie                         | 2 – 1 | Grèce      | Estádio Algarve, Faro-Loulé                       |                                                   |
| 19:45 · Historique des rencontres | Kiritchenko 2e · Boulykine 17e |       | Vrýzas 43e | Spectateurs : 24 347 Arbitrage : Gilles Veissière | Spectateurs : 24 347 Arbitrage : Gilles Veissière |
| 19:45 · Historique des rencontres | (Report)                       |       |            | Spectateurs : 24 347 Arbitrage : Gilles Veissière | Spectateurs : 24 347 Arbitrage : Gilles Veissière |

## Effectif
Sélectionneur : Gueorgui Iartsev
| No. | Pos.      | Joueur                | Date de naissance et âge | Sélec. | Club                     |
| --- | --------- | --------------------- | ------------------------ | ------ | ------------------------ |
| 1   | Gardien   | Sergueï Ovtchinnikov  | 10 novembre 1970         | 31     | Lokomotiv Moscou         |
| 2   | Milieu    | Vladislav Radimov     | 26 novembre 1975         | 29     | Zénith Saint-Pétersbourg |
| 3   | Attaquant | Dmitri Sytchev        | 26 octobre 1983          | 15     | Lokomotiv Moscou         |
| 4   | Milieu    | Alexeï Smertine       | 1er mai 1975             | 40     | Portsmouth               |
| 5   | Milieu    | Andreï Kariaka        | 1er avril 1978           | 17     | Krylia Sovetov           |
| 6   | Milieu    | Igor Semchov          | 6 avril 1978             | 6      | Torpedo Moscou           |
| 7   | Milieu    | Marat Izmaïlov        | 21 septembre 1982        | 17     | Lokomotiv Moscou         |
| 8   | Milieu    | Rolan Goussev         | 17 septembre 1977        | 25     | CSKA Moscou              |
| 9   | Attaquant | Dmitri Boulykine      | 20 novembre 1979         | 8      | Dynamo Moscou            |
| 10  | Milieu    | Aleksandr Mostovoï    | 22 août 1968             | 64     | Celta Vigo               |
| 11  | Attaquant | Aleksandr Kerjakov    | 27 novembre 1982         | 17     | Zénith Saint-Pétersbourg |
| 12  | Gardien   | Viatcheslav Malafeïev | 4 mars 1979              | 2      | Zénith Saint-Pétersbourg |
| 13  | Défenseur | Roman Charonov        | 8 septembre 1976         | 3      | Rubin Kazan              |
| 14  | Défenseur | Alexandre Anioukov    | 28 septembre 1982        | 1      | Krylia Sovetov           |
| 15  | Milieu    | Dmitri Alenitchev     | 20 octobre 1972          | 50     | FC Porto                 |
| 16  | Défenseur | Vadim Ievseïev        | 8 janvier 1976           | 2      | Lokomotiv Moscou         |
| 17  | Défenseur | Dmitri Sennikov       | 24 juin 1976             | 13     | Lokomotiv Moscou         |
| 18  | Attaquant | Dmitri Kiritchenko    | 17 janvier 1977          | 4      | CSKA Moscou              |
| 19  | Milieu    | Vladimir Bystrov      | 31 janvier 1984          | 2      | Zénith Saint-Pétersbourg |
| 20  | Milieu    | Dmitri Loskov         | 12 février 1974          | 13     | Lokomotiv Moscou         |
| 21  | Défenseur | Alekseï Bougaïev      | 25 août 1981             | 1      | Torpedo Moscou           |
| 22  | Milieu    | Ievgueni Aldonine     | 22 janvier 1980          | 12     | CSKA Moscou              |
| 23  | Gardien   | Igor Akinfeïev        | 8 avril 1986             | 1      | CSKA Moscou              |

## Navigation